# Josef Schwarz (Schauspieler)
Josef Schwarz (* 3. Februar 1939 in Graz) ist ein österreichischer Schauspieler.

## Leben
Josef Schwarz besuchte die Akademie für Musik und darstellende Kunst Graz und machte dort seinen Abschluss als Schauspieler und Regisseur.
Nach seiner Ausbildung erhielt er Engagements u. a. am Grazer Stadttheater, am Theater in der Josefstadt und am Volkstheater Wien, am Residenztheater, Volkstheater und den Kammerspielen in München, am Thalia-Theater in Hamburg und am Frankfurter Schauspielhaus. Er ist Mitbegründer des Wiener Kabaretts „Der Würfel“, war über zehn Jahre lang Mitglied der Salzburger Festspiele.
Seit Ende der 1960er-Jahre stand Schwarz, zumeist als Nebendarsteller, für Film- und Fernsehproduktionen vor der Kamera. Darunter etwa Die Akte Odessa, Der Gwissenswurm, Peter Rosegger, Car-napping – bestellt – geklaut – geliefert (1980), Trenck, der Pandur, Der Talisman (1987), Das serbische Mädchen (1991) und Französisch für Anfänger (2006). Überregional bekannt wurde er vor allem durch seine Rolle als „Josch“ in 150 Folgen der TV-Kinderserie Das feuerrote Spielmobil (1972–1981).
1989 gründete er das „Theater im Bus“, Deutschlands einziges rollendes Theater, in dem er unter anderem Kasperl-Stücke aufführt. Auf diesem liegt seitdem der Schwerpunkt seiner schauspielerischen Tätigkeit. Jährlich absolviert er mit diesem zahlreiche Termine in Kindergärten, Grundschulen und auf Firmenfeiern.

## Filmografie (Auswahl)
- 1968: Schicksal (Fernsehfilm)
- 1972: Das bin ich – Wiener Schicksale aus den 30er Jahren: Österreich zwischen Demokratie und Diktatur (Fernsehfilm)
- 1972–1981: Das feuerrote Spielmobil (Fernsehserie, feste Rolle)
- 1974: Jorden runt med Fanny Hill
- 1975: Dein gutes Recht (Fernsehserie, eine Folge)
- 1975: Die Brücke von Zupanja
- 1976: Der G’wissenswurm (Fernsehfilm)
- 1977: Gefundenes Fressen
- 1977: Das Haus mit der Nr. 30 (Fernsehserie, 8 Folgen)
- 1978: Zwei himmlische Töchter (Miniserie, eine Folge)
- 1978: Tatort (Fernsehserie, eine Folge)
- 1980: Car-napping – bestellt – geklaut – geliefert
- 1982: Nullpunkt
- 1984: Waldheimat (Fernsehserie, eine Folge)
- 1985: Mütter und Töchter (Fernsehfilm)
- 1986: Anderland (Fernsehserie, eine Folge)
- 1986: Irgendwie und Sowieso (Fernsehserie, eine Folge)
- 1987: Der Talisman (Fernsehfilm)
- 1989: Die Wiesingers (Fernsehserie, eine Folge)
- 1989: Meister Eder und sein Pumuckl (Fernsehserie, Folge Das Spiel mit dem Feuer)
- 1991: Das serbische Mädchen
- 1995: Der Salzbaron (Miniserie, 4 Folgen)
- 1995: Lutz & Hardy (Fernsehserie, eine Folge)
- 2006: Französisch für Anfänger
- 2013: Letící delfín (Miniserie, eine Folge)